# Brabant-en-Argonne
Pour les articles homonymes, voir Brabant et Argonne.
Brabant-en-Argonne est une commune française située dans le département de la Meuse, en région Grand Est.

## Géographie
Elle est traversée par la Cousances, aussi nommée Cousance.
Le territoire de la commune est limitrophe de ceux de quatre communes :
|                     | Clermont-en-Argonne | Récicourt           |
| Clermont-en-Argonne | Brabant-en-Argonne  | Dombasle-en-Argonne |
|                     | Clermont-en-Argonne | Brocourt-en-Argonne |

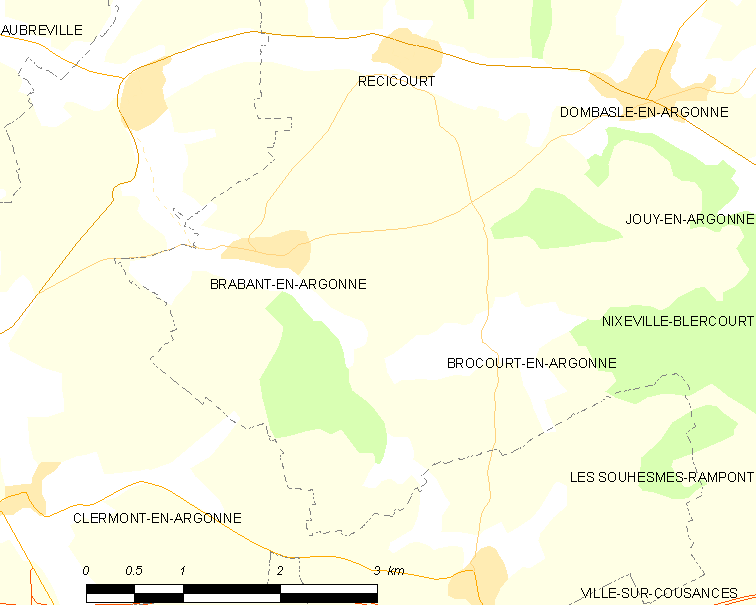
Carte de la commune.
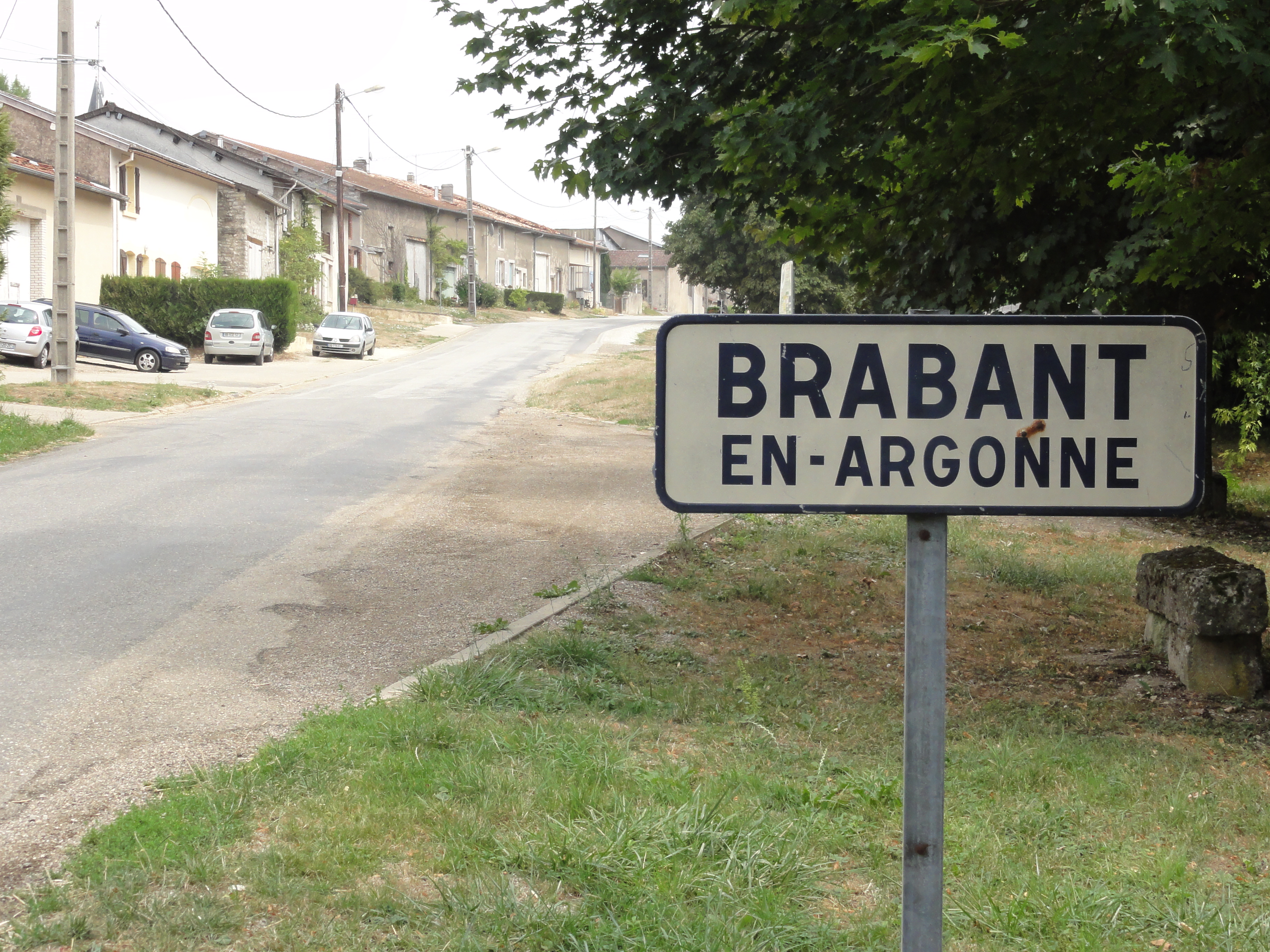
Entrée de Brabant-en-Argonne.
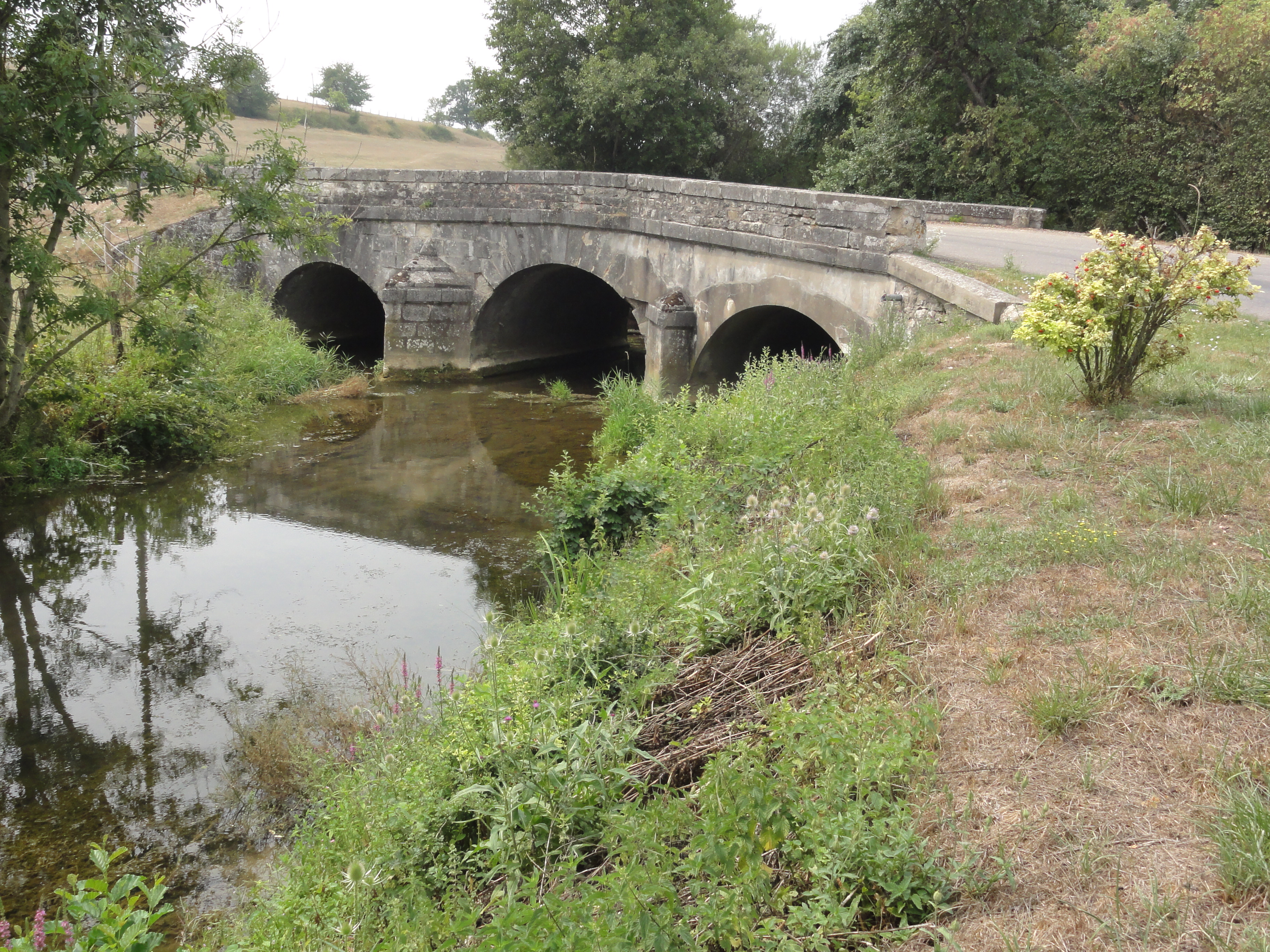
Pont sur la Cousance.

### Hydrographie
La commune est dans la région hydrographique « la Seine du confluent de l'Oise (inclus) à l'embouchure » au sein du bassin Seine-Normandie. Elle est drainée par la Cousances,.
La Cousances, d'une longueur de 29 km, prend sa source dans la commune de Souilly et se jette  dans l'Aire à Aubréville, après avoir traversé neuf communes. 

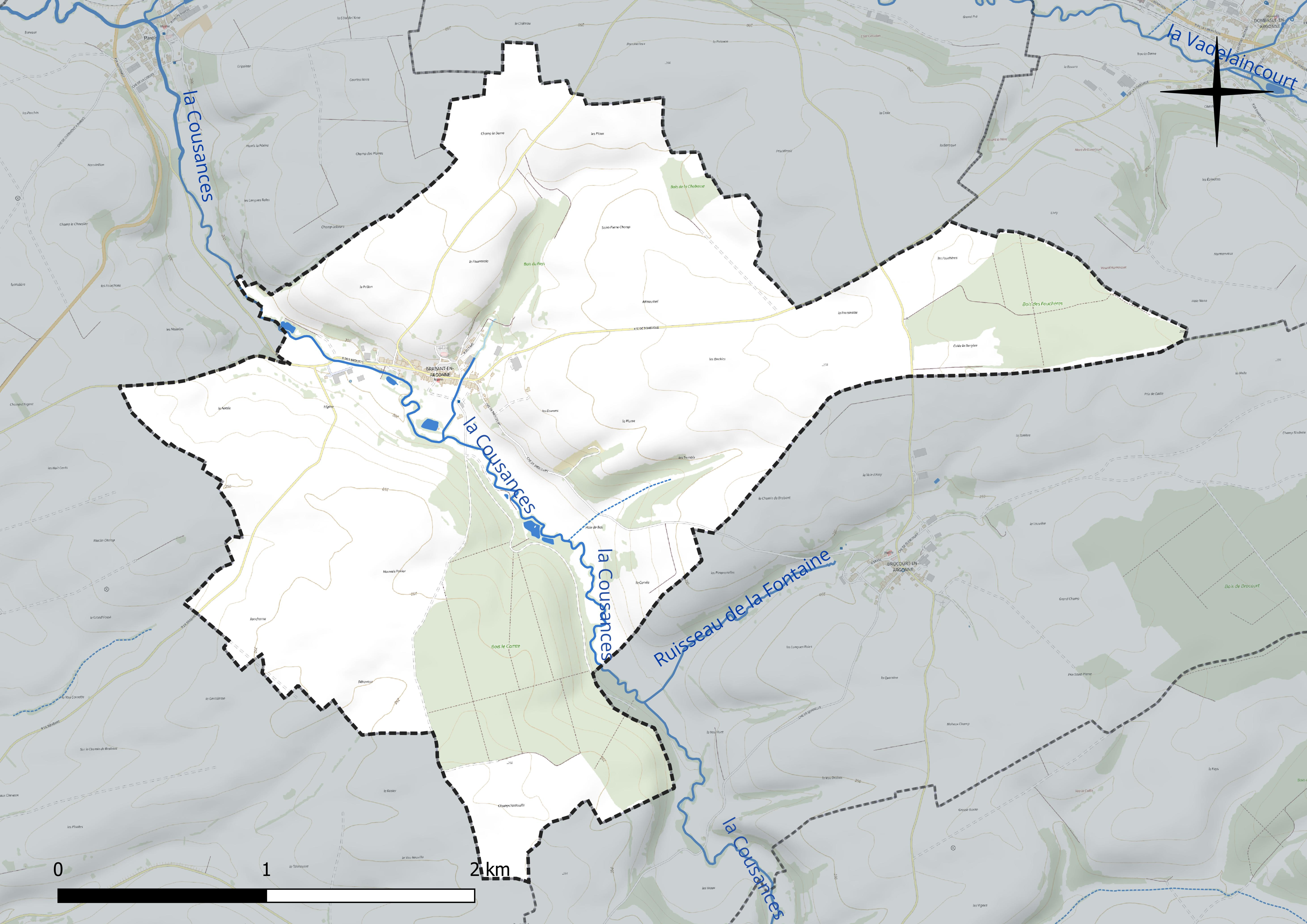
Réseau hydrographique de Brabant-en-Argonne.

### Climat
Pour des articles plus généraux, voir Climat du Grand Est et Climat de la Meuse.
En 2010, le climat de la commune est de type climat de montagne, selon une étude du Centre national de la recherche scientifique s'appuyant sur une série de données couvrant la période 1971-2000. En 2020, Météo-France publie une typologie des climats de la France métropolitaine dans laquelle la commune est exposée à un climat océanique altéré et est dans la région climatique  Lorraine, plateau de Langres, Morvan, caractérisée par un hiver rude (1,5 °C), des vents modérés et des brouillards fréquents en automne et hiver. 
Pour la période 1971-2000, la température annuelle moyenne est de 9,6 °C, avec une amplitude thermique annuelle de 15,6 °C. Le cumul annuel moyen de précipitations est de 961 mm, avec 14,1 jours de précipitations en janvier et 9,6 jours en juillet. Pour la période 1991-2020, la température moyenne annuelle observée sur la station météorologique de Météo-France la plus proche, « Aubréville_sapc », sur la commune d'Aubréville à 5 km à vol d'oiseau, est de 10,9 °C et le cumul annuel moyen de précipitations est de 854,3 mm. 
La température maximale relevée sur cette station est de 41,8 °C, atteinte le 25 juillet 2019 ; la température minimale est de −15,7 °C, atteinte le 20 décembre 2009,,. 
Les paramètres climatiques de la commune ont été estimés pour le milieu du siècle (2041-2070) selon différents scénarios d'émission de gaz à effet de serre à partir des nouvelles projections climatiques de référence DRIAS-2020. Ils sont consultables sur un site dédié publié par Météo-France en novembre 2022.

## Urbanisme

### Typologie
Au 1er janvier 2024, Brabant-en-Argonne est catégorisée commune rurale à habitat dispersé, selon la nouvelle grille communale de densité à sept niveaux définie par l'Insee en 2022.
Elle est située hors unité urbaine. Par ailleurs la commune fait partie de l'aire d'attraction de Verdun, dont elle est une commune de la couronne,. Cette aire, qui regroupe 103 communes, est catégorisée dans les aires de moins de 50 000 habitants,.

### Occupation des sols
L'occupation des sols de la commune, telle qu'elle ressort de la base de données européenne d’occupation biophysique des sols Corine Land Cover (CLC), est marquée par l'importance des territoires agricoles (77,5 % en 2018), en diminution par rapport à 1990 (79,3 %). La répartition détaillée en 2018 est la suivante : 
terres arables (66,8 %), forêts (19,2 %), prairies (10,7 %), zones urbanisées (3,3 %). L'évolution de l’occupation des sols de la commune et de ses infrastructures peut être observée sur les différentes représentations cartographiques du territoire : la carte de Cassini (XVIIIe siècle), la carte d'état-major (1820-1866) et les cartes ou photos aériennes de l'IGN pour la période actuelle (1950 à aujourd'hui).

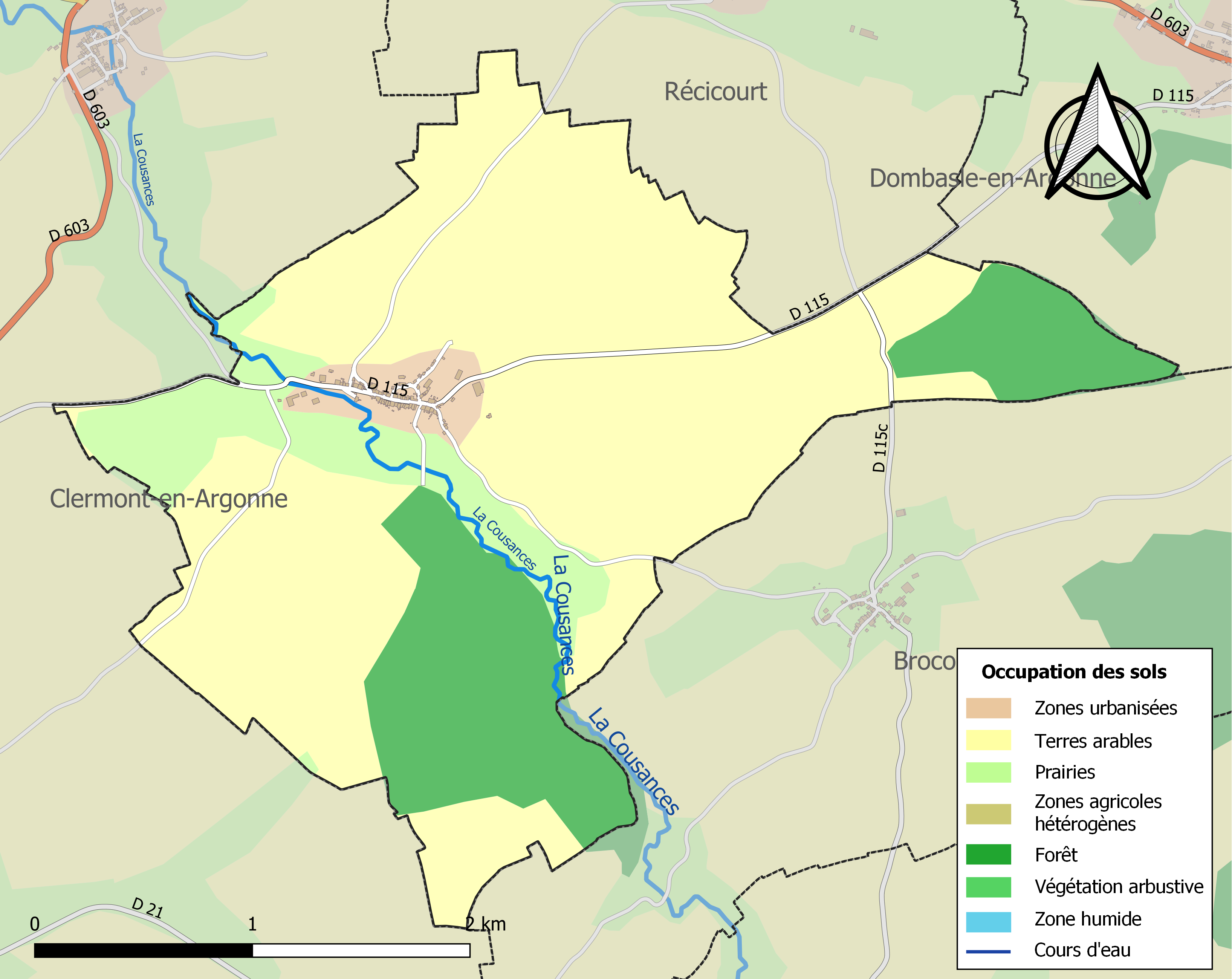
Carte des infrastructures et de l'occupation des sols de la commune en 2018 (CLC).

## Toponymie
Le nom de la localité est attesté sous les formes Apud Brabant subtus Claromontem (1203) ; Braibant-de-sous-Clermont (1246) ; Brabant-desous-Clermont (1250) ; Braibant (1382) ; Brabant-en-la-prévôté-des-Montignons (1564) ; Brabant-sur-Cousance (1571) ; Brabant-soub-Clermont (1642) ; Brabantia-in-Argoniâ (1738) ; Brabant en 1793, la commune a été renommée Brabant-en-Argonne en 1801.

Du gaulois *bracu, « marais, marécage, boue » et *banti, « bande, zone, région » ( germanique bant-, de même sens ), qui pourrait être issu du gaulois *band. Brabant est d'origine flamande, la forme  wallone régulière est Braibant.

L'Argonne est une région naturelle de la France, qui chevauche les départements de la Marne, des Ardennes et de la Meuse, à l'est du bassin parisien.

## Histoire
Brabant était traversée par l'ancienne voie romaine de Reims à Metz.
Nommée Brabant-sous-Clermont au XIIe siècle, elle appartenait au chapitre de Montfaucon. Elle faisait partie du bailliage de Clermont, du diocèse de Verdun et sous la justice des princes de Condé.
En 1329 le comte de Bar, Édouard Ier, l'affranchit.

## Politique et administration
Elle a été rattachée, en même temps que la commune de Brocourt-en-Argonne à la commune de Récicourt le 1er janvier 1973, puis elles en ont ensemble été détachées le 1er janvier 2004.
| Période                                  | Période        | Identité           | Étiquette | Qualité     |
| ---------------------------------------- | -------------- | ------------------ | --------- | ----------- |
| Les données manquantes sont à compléter. |                |                    |           |             |
| 2008                                     | septembre 2011 | Jean Claude Legoux |           | (démission) |
| septembre 2011                           | mai 2020       | Jacky Furaux       |           |             |
| mai 2020                                 | En cours       | Emmanuel Spangers  |           | Agriculteur |

## Démographie
L'évolution du nombre d'habitants est connue à travers les recensements de la population effectués dans la commune depuis 1793. Pour les communes de moins de 10 000 habitants, une enquête de recensement portant sur toute la population est réalisée tous les cinq ans, les populations de référence des années intermédiaires étant quant à elles estimées par interpolation ou extrapolation. Pour la commune, le premier recensement exhaustif entrant dans le cadre du nouveau dispositif a été réalisé en 2006.

En 2022, la commune comptait 100 habitants, en évolution de −4,76 % par rapport à 2016 (Meuse : −4,4 %, France hors Mayotte : +2,11 %).
| 1793 | 1800 | 1806 | 1821 | 1831 | 1836 | 1841 | 1846 | 1851 |
| ---- | ---- | ---- | ---- | ---- | ---- | ---- | ---- | ---- |
| 300  | 298  | 345  | 300  | 357  | 346  | 348  | 346  | 310  |

| 1856 | 1861 | 1866 | 1872 | 1876 | 1881 | 1886 | 1891 | 1896 |
| ---- | ---- | ---- | ---- | ---- | ---- | ---- | ---- | ---- |
| 337  | 327  | 305  | 314  | 290  | 274  | 258  | 267  | 253  |

| 1901 | 1906 | 1911 | 1921 | 1926 | 1931 | 1936 | 1946 | 1954 |
| ---- | ---- | ---- | ---- | ---- | ---- | ---- | ---- | ---- |
| 241  | 226  | 204  | 177  | 165  | 150  | 150  | 135  | 115  |

| 1962 | 1968 | 2006 | 2011 | 2016 | 2021 | 2022 | - | - |
| ---- | ---- | ---- | ---- | ---- | ---- | ---- | - | - |
| 124  | 100  | 107  | 103  | 105  | 104  | 100  | - | - |

## Culture locale et patrimoine

### Lieux et monuments
- L'église Saint-Remi de Brabant est datée de 1750[22]. Elle a été restaurée après la Première Guerre mondiale.
- Monument aux morts.
- Quelques tombes de soldats morts pour la France.

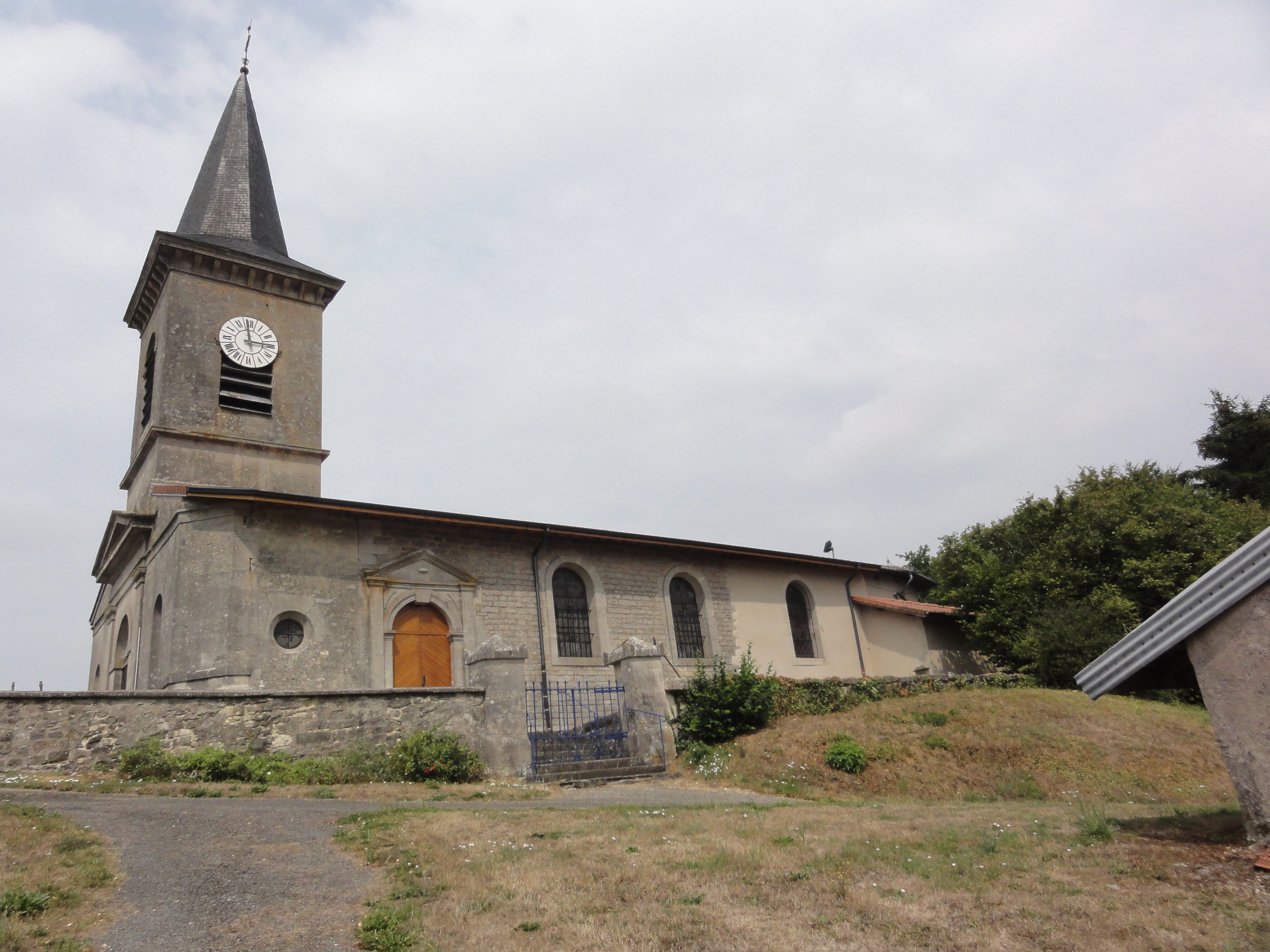
Église Saint-Remi.
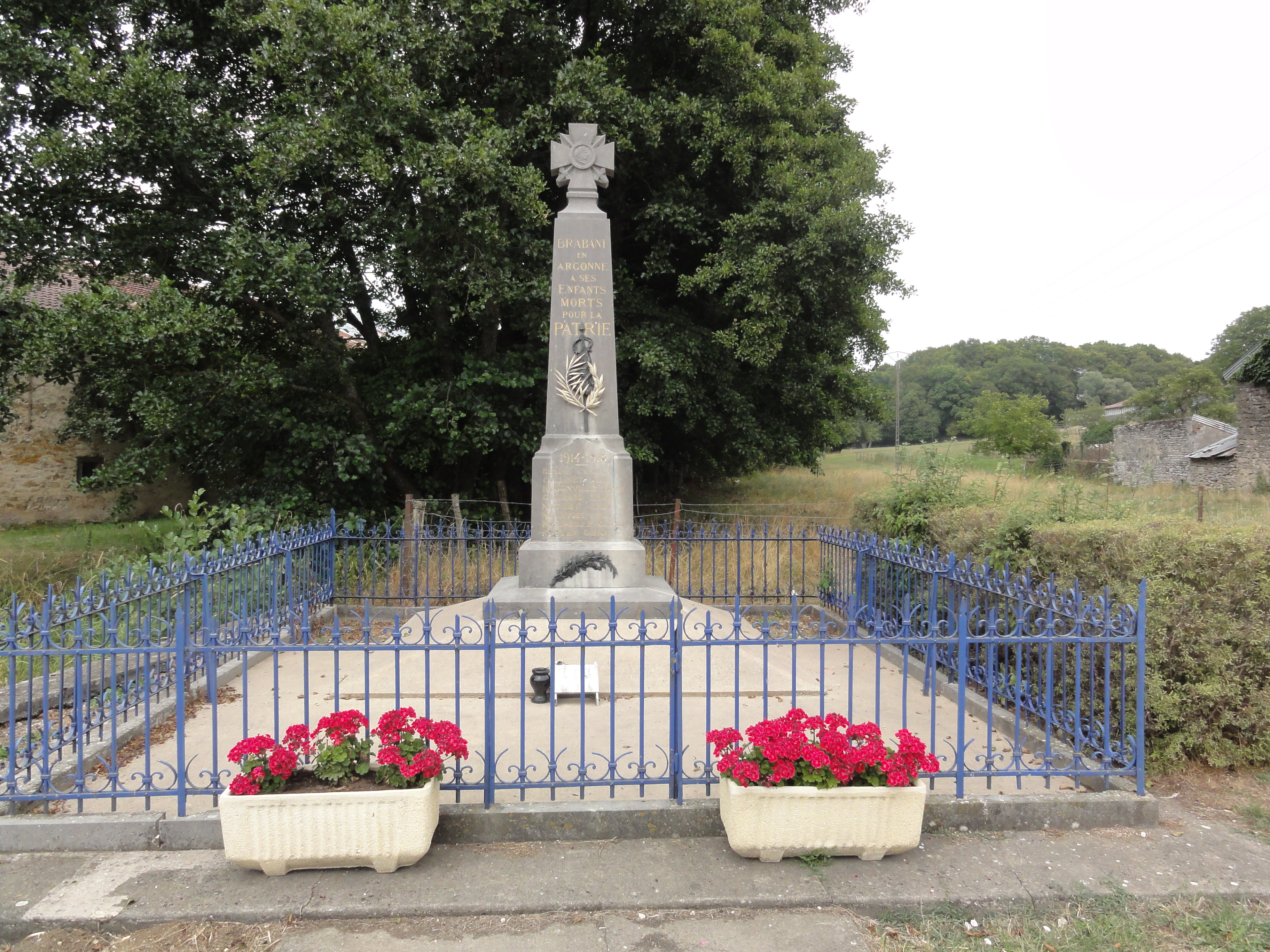
Monument aux morts.
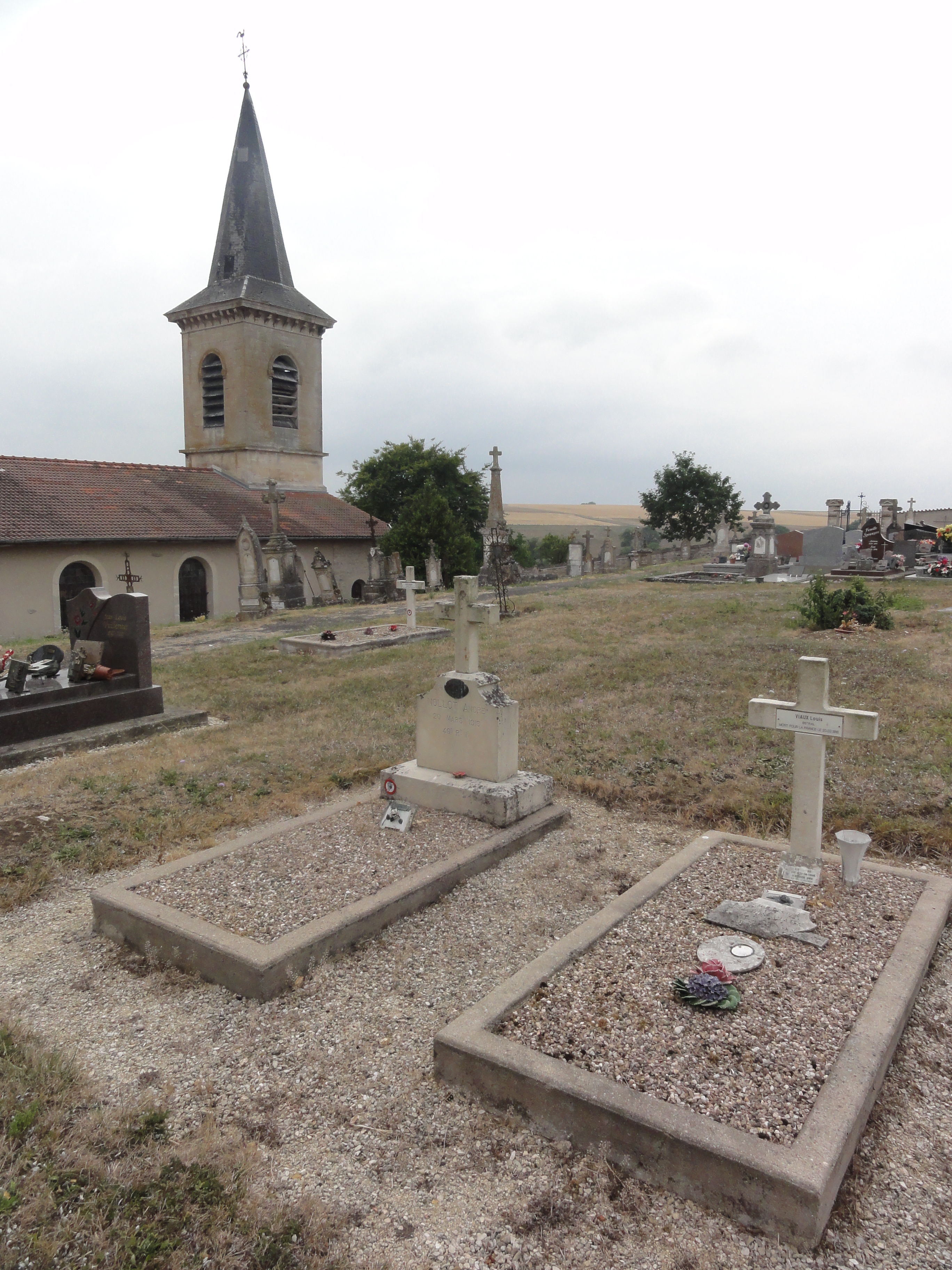
Tombes de soldats dans le cimetière.

### Héraldique
| Blason de Brabant-en-Argonne | Blason  | Coupé ondé: au 1er de gueules au gril d'or, la poignée en haut, accosté de deux gouttes d'argent, au 2e de sinople à la cardère [Dipsacus fullonum] d'or; à la trangle ondée en filet d'argent brochant sur la partition. |
| Blason de Brabant-en-Argonne | Détails | Création Robert A. Louis et Dominique Lacorde. Adopté le 18 octobre 2018. |